# Реквијем
Реквијем или реквијемска миса (лат. Missa pro defunctis — миса за преминуле) је литургијска служба у Католичкој цркви, у част преминулог и његове душе. Сматра се за почасну сахрану појединца или групе. Поред Католичке цркве, реквијем као служба је заступљен у англиканизму и лутеранству. Реквијем је сличан служби опела у Православној цркви и гркокатоличким црквама. Реч реквијем је латинског порекла и спомиње се у литургијским записима (лат. Requiem aeternam dona eis, Domine; енгл. Grant them eternal rest, O Lord — „Подарим им вечни покој, Господе.“). Реквијем је био и веома популаран вид музичког комада. Обично је започињао драматично и једногласно, а већина текстова преузета из литургијских записа. Најпознатији композитори ове врсте комада били су Волфганг Амадеус Моцарт и Ђузепе Верди.
Термин се такође користи за сличне церемоније изван Римокатоличке цркве, посебно у западном обреду православног хришћанства, англокатоличкој традицији англиканства и у појединим лутеранским црквама. Слична служба, са потпуно другачијим обредним обликом и текстовима, постоји у источној православној и источнокатоличкој цркви, као и у неким методистичким црквама.
Миса и њене поставке вуку своје име из увода литургије, која почиње речима Requiem aeternam dona eis, Domine (латински за „Вечни покој дај им, Господе“), који се цитира из 2. Есдре – реквијем је облик акузатива једнине латинске именице requies, „одмор, починак“. Римски мисал ревидиран 1970. користи ову фразу као први улазни антифон међу формулама за мисе за мртве, и остаје у употреби до данас.

## Литургијски обред
У ранијим облицима римског обреда, од којих су неки још увек у употреби, миса задушница се на неколико начина разликује од уобичајене мисе. Неки делови који су били релативно скорашњег порекла, укључујући и неке који су искључени у ревизији редовног обреда из 1970. мисе, изостављају се. Примери су псалам Јудица на почетку мисе, молитва коју свештеник изговара пре читања Јеванђеља (или благослов ђакона, ако га чита ђакон), и прва од две молитве свештеника за себе пре примања Причешћа. Остали пропусти укључују употребу тамјана на Интроиту и Јеванђељу, пољубац мира, упаљене свеће које држе аколити када ђакон пева Јеванђеље и благослове. Нема Глорије у екцелсис Део и нема рецитовања креда; појање Алилуја пре Јеванђеља је замењено Трактатом, као у Великом посту; а Agnus Dei је измењен. Ite missa est се замењује са Requiescant in pace (Нека почивају у миру); одговор Deo gratias је замењен са Amen. Црна је била обавезна литургијска боја одежди у ранијим облицима, док се у обновљеној литургији „осим љубичасте, беле или црне одежде могу се носити на погребним службама и другим обредима и мисама за мртве“. Секвенца Dies irae, рецитована или певана између Трактата и Јеванђеља, била је обавезан део мисе задушнице пре промена као резултат литургијске реформе Другог ватиканског савета. Као што уводне речи Dies irae („Дан гнева“) указују, ова песничка композиција говори о Судњем дану у страшним изразима; онда се обраћа Исусу за милост. У изванредном облику римског обреда, комеморације (тј. прикупљање, тајно и пост-причешће литургијских празника нижег ранга који се догађају истог дана или заветних/сезонских комеморација) су одсутни из литургије; као резултат тога, уобичајена је пракса за посебан, мањи Реквијемски мисал који садржи само рубрике и различите мисне формуларе за мисе за мртве које ће се користити, а не пун облик који садржи текстове који се никада не користе на задушницама.

### Римски обред
У литургијским реформама средином 20. века у Римокатоличкој цркви дошло је до значајне промене у погребним обредима које је користи црква. Тема туге и бола такође је направљена да се истакне обожавање Бога целе заједнице у коме се покојник поверава Божијој милости, на основу поверења у спасоносну вредност страсти, смрти и васкрсења Исуса Христа.
Током 1970-их, 1980-их и 1990-их, термин „миса задушница“ се понекад називала „миса васкрсења“ или миса хришћанске сахране, иако прва никада није била званична терминологија. У званичном енглеском ритуалу, Реду хришћанских сахрана, који су објавили римокатолички бискупи Енглеске и Велса 1990. године, наслов је дат као „Погребна миса“. Реквијемска миса остаје прикладан наслов за друге мисе за мртве и за саму мису задушница, (пошто одговарајући антифони остају на снази, Интроит: „Вечни покој дај...“ / „Requiem æternam dona eis Domine“; Офертори: „Господе Исусе Христе, Краљу славе, избави душе свих верних упокојених...“ / „Domine Iesu Christe, Rex gloriæ, libera animas ...“, причешће: „Нека светли вечна светлост...“ / „Lux æterna luceat eis, Domine..."). У складу са тим трендом у потоњем 21. веку, употреба белих одежди је постала дозвољена опција од Мисала, али само од индулта; црна остаје нормална боја свих реквијемских миса, укључујући и задушнице. Љубичаста, боја покајања, била је дозвољена, јер покајање и поправку за душу, вероватно у Чистилишту, подстиче Црква. Текстови који се користе за литургију доживели су сличну промену, са више опција за читање, од којих неки појачавају општу тему обећања вечног живота које је дао Исус.